# Козаки-розбійники (фільм, 1979)
«Козаки-розбійники» (рос. «Казаки-разбойники») — український радянський художній фільм 1979 року режисера Валентина Козачкова за мотивами повісті Поля Берна «Кінь без голови». Виробництво Одеської кіностудії.

## Сюжет
Перші повоєнні роки. Дитяча знахідка безголової іграшкової конячки стає початком детективної історії, під час якої група хлопчаків південного приморського містечка допомагає знешкодити банду злочинців.

## У ролях
- Василь Руснак -  Філька
- Сергій Рожевенко -  Шурка
- Таня Наумова -  Манька
- Руслан Міхневич -  Жека
- Альоша Мішин -  Абдул
- Петя Купріянец -  «Риба»
- Юра Кордонський -  Вовка
- О. Панфілов -  Вітьок
- Микола Сектименко -  Григорій, міліціонер
- Олег Корчик -  Філін
- Лідія Корольова -  баба Нюра, торговка кукурудзою
- Георгій Дрозд -  толяша, бандит
- Валентин Букін -  «Рудий», бандит
- Степан Крилов -  дядько Митя, лахмітник
- Катерина Крупеннікова
- Абессалом Лорія -  чистильник взуття
- Юрій Муравицький
- Віктор Маляревіч -  дядько Вітя, мінер

## Творча група
- Автори сценарію: — Олександр Мар'ямов
- Режисери-постановники: — Валентин Козачков
- Оператори-постановники: — Аркадій Повзнер
- Композитори: — Сергій Самойлов